# Nycteola hesperica
Nycteola hesperica är en fjärilsart som beskrevs av Claude Dufay 1958. Nycteola hesperica ingår i släktet Nycteola och familjen trågspinnare. Inga underarter finns listade i Catalogue of Life.